# Mount Discovery
Der Mount Discovery ist ein 2681 m hoher, erloschener Schichtvulkan im ostantarktischen Viktorialand. Er ragt isoliert am Kopfende des McMurdo-Sunds östlich des Koettlitz-Gletschers auf. Er überragt den nordwestlichen Teil des Ross-Schelfeis und bildet die Mitte einer sternförmigen Landmasse, mit der Brown-Halbinsel im Norden, Minna Bluff im Osten und dem benachbarten Vulkan Mount Morning im Westen. 
Der Mount Discovery entstand an der Wende vom Miozän zum Pliozän vor etwa 5,3 Millionen Jahren. Die jüngsten Kraterschlote sind etwa 1,87 Millionen Jahre alt und somit aus dem frühen Pleistozän. Weitere Ausbrüche bis ins späte Pleistozän sind wahrscheinlich. So wurden in jüngeren Untersuchungen bei zwei Gesteinsproben von der Nordwestflanke des Vulkans ungefähre Alter von 60.000 und 180.000 Jahren ermittelt. Der Vulkan ist Teil einer Riftzone, die Ost- von Westantarktika trennt. Der Berg ist zum größten Teil mit Gletschereis bedeckt. Der Gipfel besteht aus erkalteten Lavaströmen und vulkanischen Schuttströmen sowie glazigenem Sediment, das aus dem durch die Einwirkung der Gletscher zerkleinerten vulkanischen Material besteht. Solche Ablagerungen bedecken, entsprechend der Ausdehnung der Berggletscher, große Teile des Vulkans.
Der Berg wurde bei der Discovery-Expedition (1901–1904) unter der Leitung des britischen Polarforschers Robert Falcon Scott entdeckt und nach der RRS Discovery benannt, dem Schiff dieser Forschungsreise. Erstmals aufgesucht wurde Mount Discovery erst im Jahr 1958 von einem Forschungsteam aus Neuseeland, die Erstbesteigung fand wiederum ein Jahr später statt.